# Кіашу
Кіашу (рум. Chiașu) — село у повіті Долж в Румунії. Адміністративно підпорядковане місту Дебулень.
Село розташоване на відстані 177 км на південний захід від Бухареста, 66 км на південь від Крайови.